# Ancuța-Florina Irimia
Ancuța-Florina Irimia (n.  ?) este un deputat român, ales în 2024 din partea POT. 